# Wilhelm Braun (Bibliothekar)
Wilhelm Braun (* 25. Januar 1889 in Forst (Lausitz); † 22. September 1974 in Greifswald) war ein deutscher Bibliothekar und Historiker.

## Leben
Am Stadtgymnasium in Stettin erlangte Wilhelm Braun im Jahr 1908 das Abitur und studierte anschließend in Berlin und an der Universität Greifswald Rechtswissenschaften. Nach dem ersten juristischen Staatsexamen im Jahr 1913 in Stettin wurde er am 14. Juli 1914 in Greifswald zum Doktor der Rechte (Dr. jur.) promoviert.
Seit 1919 als Hilfsarbeiter an der Stadtbibliothek in Stettin tätig, wurde er dort 1923 Stadtbibliothekar und war von 1928 bis 1945 Stadtbüchereirat und Stellvertreter des Direktors Erwin Ackerknecht. Nach Kriegsende ging er nach Greifswald und erhielt dort im September 1945 eine Anstellung als wissenschaftlicher Hilfsarbeiter an der Universitätsbibliothek. 1946 wurde er mit der stellvertretenden Leitung betraut, die er 1947 offiziell übernahm, und leitete die Bibliothek, deren Wiederaufbau er organisierte, bis zu seinem Ruhestand 1955. Als Ruheständler ordnete er die durch die Auslagerung während des Krieges beeinträchtigten Sondersammlungen (Handschriften, Inkunabeln, Nachlässe) der Bibliothek.
Während seiner Tätigkeit als Bibliothekar und auch noch als Rentner widmete er seine wissenschaftliche Tätigkeit dem Bibliothekswesen, der Universitätsgeschichte Greifswalds sowie der Regionalgeschichte Pommerns. Er veröffentlichte zahlreiche Bücher, Broschüren und Aufsätze.

## Veröffentlichungen (Auswahl)
- Merkblatt für das pommersche Büchereiwesen. Stettin.
- Kammin. Domschatz, Urkunden, Drucke. Sonderausstellung 1938 (Katalog), Stettin 1939
- Das geistige Pommern. Große Deutsche aus Pommern. Sonderausstellung im Landeshaus Stettin 1939 (Katalog), Stettin 1939
- als Hrsg. mit Ernst Kähler, Johannes Schildhauer, Hans Schwarz und Otto Wegner: Festschrift zur 500-Jahrfeier der Universität Greifswald 17.10.1965. Greifswald 1956, S. 561–570.
- Aus Thomas Thorilds Greifswalder Zeit (1795–1808). Zugleich ein Beitrag zur Geschichte der Universitätsbibliothek Greifswald, Greifswald 1963